# Loch of Huxter (Sandness)

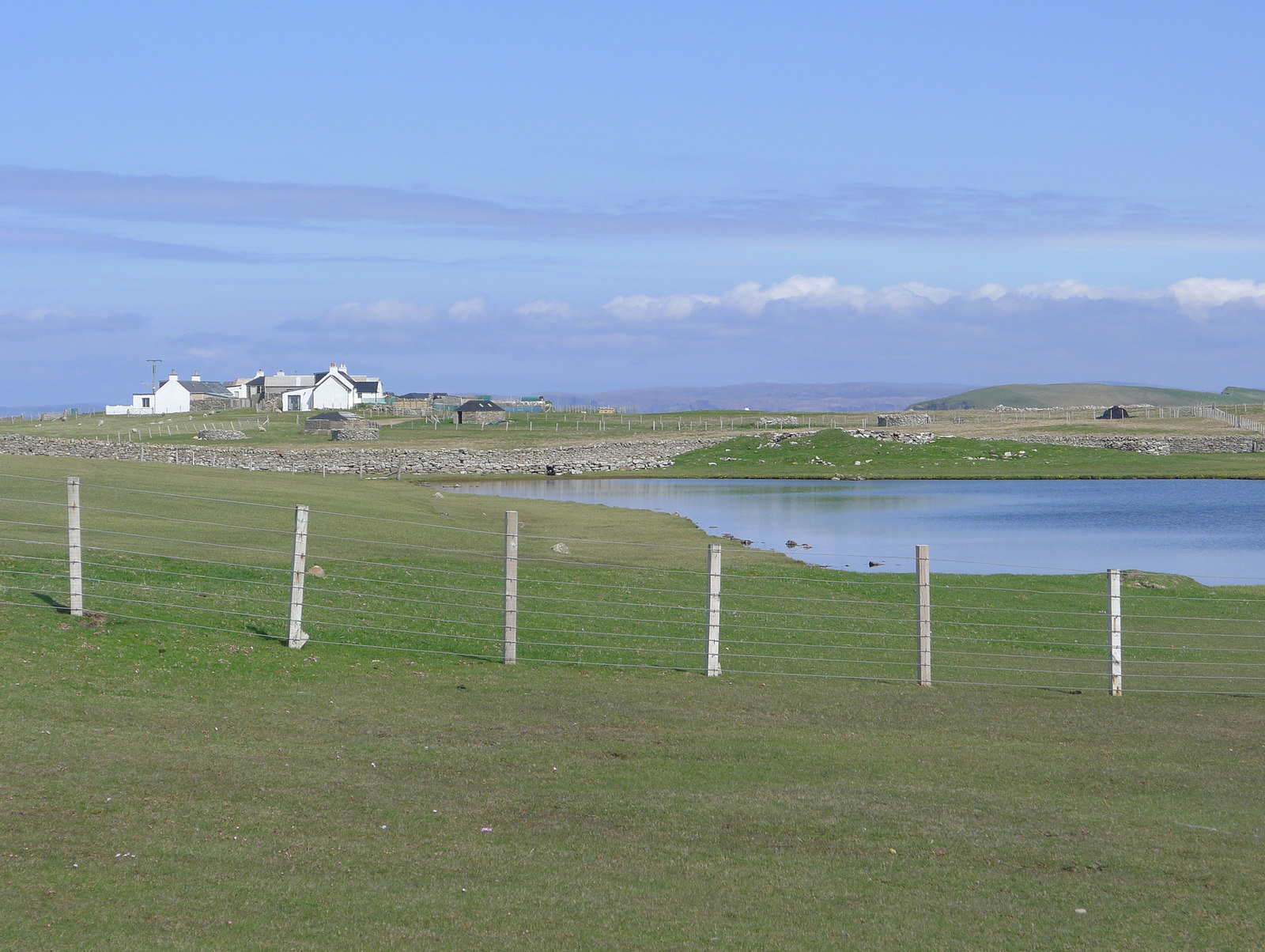
Blick über den See auf den Ort Huxter

Der Loch of Huxter ist ein See (Loch) auf Mainland, der Hauptinsel der Shetlands. Er liegt wenig südwestlich der Ortschaft Huxter und erstreckt sich über etwa 150 Meter in ost-westlicher sowie rund 180 Meter in nord-südlicher Richtung. Einziger Zufluss ist der Burn of Scammidale, der rund zwei Kilometer südöstlich an den Hängen zweier knapp über 200 Meter hoher Berge, des Hill of Melby und des Ramna Vord entspringt. Der Abfluss erfolgt nach Norden über einen kleinen, rund dreihundert Meter langen Bach, westlich an Huxter vorbei in den Übergangsbereich zwischen dem Nordatlantik und dem Sound of Papa. Am Ufer des Bachs liegen drei kleine Wassermühlen aus dem späteren 19. Jahrhundert, deren Betrieb zur Zeit des Zweiten Weltkrieges eingestellt wurde. Sie sind, wie auch die zugehörigen Stege und ein kleiner Staudamm, als Listed Building der Kategorie B ausgewiesen und stehen somit unter Denkmalschutz.
Im Umfeld des Sees finden sich die Überreste zweier prähistorischer Bauwerke, die beide als Scheduled Monument eingetragen sind. Direkt am nordöstlichen Ufer ist es ein eisenzeitlicher Broch mit einem Durchmesser von 10 Metern, dessen Mauern noch bis zu einer Höhe von etwa 1,60 Metern vorhanden sind. Rund 100 Meter südöstlich liegt der Little Brownie’s Knowe, ein vermutlich aus der Bronzezeit stammender Burnt Mound.